# S.O.S. Taxi
Pour plus de détails, voir Fiche technique et Distribution.
S.O.S. Taxi (D.C. Cab) est un film américain réalisée par Joel Schumacher et sorti en 1983.

## Synopsis
Albert Hockenberry, jeune homme au caractère naïf et généreux, est un nouveau venu à Washington ; il vient rejoindre la compagnie de taxis d'Harold, un ami de son père, mort quelques années auparavant (tous deux étaient soldats durant la guerre du Vietnam). L'entreprise d'Harold, la District of Columbia Cab Company, réunissant des employés hétéroclites, turbulents et désinvoltes (à l'exception d'Ophelia qui considère ses collègues comme « des animaux »), est en mauvais état financier, soumise à la concurrence de la Emerald Cab Company et régulièrement dans le collimateur de l'inspecteur des transports. L'arrivée d'Albert, qui passe sa licence puis décide d'offrir ses économies pour rénover la compagnie, stimule l'ensemble des employés d'Harold. S'ensuit un coup de théâtre quand les deux enfants d'un diplomate sont enlevés, de même qu'Albert, par des malfrats qui exigent une rançon.

## Fiche technique
- Titre original : D.C. Cab
- Titre français : S.O.S. Taxi
- Titres de travail : Capitol Cab et Street Fleet
- Réalisation : Joel Schumacher
- Scénario : Topper Carew et Joel Schumacher
- Photographie : Dean Cundey
- Montage : David E. Blewitt
- Musique : Giorgio Moroder
- Production : Topper Carew
- Sociétés de production : The Guber-Peters Company, RKO Pictures, Universal Pictures
- Société de distribution : Universal Pictures
- Pays de production :  États-Unis
- Budget : 7 000 000 $
- Format : Couleur - 35 mm - 1,85:1 - son Dolby
- Genre : comédie, action
- Durée : 100 minutes
- Dates de sortie : 
  - États-Unis : 16 décembre 1983
  - France : 28 mars 1984 (sortie limitée en Alsace et dans le Nord)[1], 1987 (sortie VHS)[1]

## Distribution
- Adam Baldwin (VF : Patrick Poivey) : Albert Hockenberry
- Max Gail : Harold Oswell, patron de la compagnie D.C. Cab
- Charlie Barnett : Tyrone Bywater
- Mr. T : Samson
- Peter Paul (en) et David Paul (en) : Buddy et Buzzy
- Gary Busey (VF : Maurice Sarfati) : Dell
- Bill Maher : Baba
- Marsha Warfield : Ophelia
- DeWayne Jessie : Bongo
- Paul Rodriguez : Xavier
- Gloria Gifford : Miss Floyd, standardiste
- Anne DeSalvo : Myrna, épouse d'Harold
- Whitman Mayo : M. Rhythm, un clochard féru d'aphorismes
- José Pérez : Ernesto Bravo, inspecteur des transports, et amant de Myrna
- Irene Cara : elle-même (caméo)

## Production
Jim Carrey a auditionné pour le film. Le réalisateur et coscénariste Joel Schumacher l'a cependant refusé le jugeant paradoxalement trop talentueux pour un film choral.
Le tournage a lieu d'avril à juin 1983. Il se déroule à Washington (notamment l'aéroport de Washington-Dulles) ainsi qu'à Los Angeles.

## Bande originale
La musique du film est composée par Giorgio Moroder. Irene Cara interprète la chanson du générique de fin, The Dream. La chanson est gros succès en single et se hisse jusqu'à la 37e sur Billboard Hot 100. L'album de la bande originale édité par MCA n'inclus par les chansons Vietnam de Jimmy Cliff et Why Baby Why de Gary Busey.
| Face A | Face A                            | Face A                                          | Face A           | Face A | Face A | Face A | Face A | Face A | Face A |
| No     | Titre                             | Auteur                                          | Interprètes      | Durée  |        |        |        |        |        |
| ------ | --------------------------------- | ----------------------------------------------- | ---------------- | ------ | ------ | ------ | ------ | ------ | ------ |
| 1.     | The Dream (Hold On to Your Dream) | Giorgio Moroder, Pete Bellotte, Irene Cara      | Irene Cara       | 4:51   |        |        |        |        |        |
| 2.     | Deadline U.S.A.                   | Allee Willis, Danny Sembello, Dennis Matkosky   | Shalamar         | 3:32   |        |        |        |        |        |
| 3.     | D.C. Cab                          | Richard Feldman, Rick Kelly, Larry John McNally | Peabo Bryson     | 3:17   |        |        |        |        |        |
| 4.     | Knock Me On My Feet               | Moroder, Bellotte                               | Champaign        | 4:40   |        |        |        |        |        |
| 5.     | Squeeze Play                      | Phil Galdston, Andy Goldmark                    | Karen Kamon (en) | 3:18   |        |        |        |        |        |
| 19:38  |                                   |                                                 |                  |        |        |        |        |        |        |

| Face B | Face B                                 | Face B                    | Face B           | Face B | Face B | Face B | Face B | Face B | Face B |
| No     | Titre                                  | Auteur                    | Interprètes      | Durée  |        |        |        |        |        |
| ------ | -------------------------------------- | ------------------------- | ---------------- | ------ | ------ | ------ | ------ | ------ | ------ |
| 1.     | World Champion                         | Ron Finch, Daryl Ross     | Leon Sylvers III | 3:47   |        |        |        |        |        |
| 2.     | Single Heart                           | Moroder, Bellotte         | DeBarge          | 3:32   |        |        |        |        |        |
| 3.     | Party Me Tonight                       | Moroder, Bellotte         | Stephanie Mills  | 3:52   |        |        |        |        |        |
| 4.     | One More Time Around the Block Ophelia | Phil Galdston, Peter Thom | Gary U.S. Bonds  | 3:16   |        |        |        |        |        |
| 5.     | Knock Me On My Feet (instrumentale)    | Moroder                   | Giorgio Moroder  | 3:02   |        |        |        |        |        |
| 17:29  |                                        |                           |                  |        |        |        |        |        |        |

## Accueil
D.C. Cab a reçu un accueil globalement négatif de la part des critiques. Le critique Roger Ebert lui attribue deux étoiles sur quatre, jugeant l'intrigue trop rudimentaire, mais loue néanmoins le caractère attachant de sa confusion débridée. Edward Sargent qui écrit dans The Washington Post estime que le film est très léger, fourmillant de gags faciles et parfois vulgaires. Dans le journal local Washington City Paper, Ian Buckwalter explique que seuls les aficionados de Mr. T peuvent trouver un intérêt au film (bien que celui-ci n'y tienne en fait qu'un rôle mineur), tout en lui reconnaissant un attrait nostalgique, notamment pour les habitants de Washington ; il le compare à Les Tronches (Revenge of the Nerds) si ce film avait comporté des taxis.
Malgré ces critiques, le film a rapporté 16 134 627 $ sur le seul territoire des États-Unis, pour un budget estimé à 7 000 000 $.